# 尾白内駅
尾白内駅（おしろないえき）は、北海道（渡島総合振興局）茅部郡森町尾白内町にある北海道旅客鉄道（JR北海道）函館本線（通称：砂原支線）の駅である。駅番号はN64。電報略号はオナ。事務管理コードは▲140157。

## 歴史

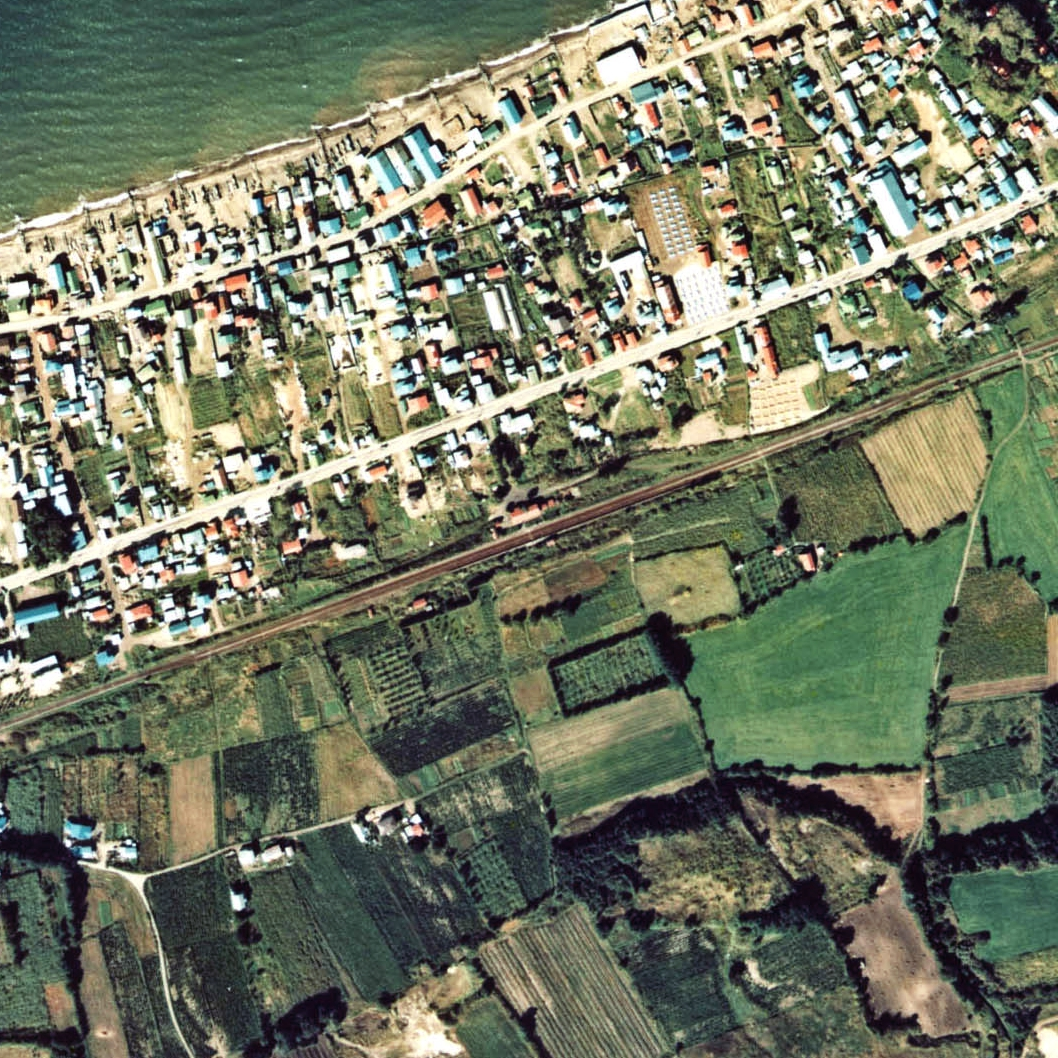
1976年の尾白内駅と周囲約750m範囲。右が鹿部・大沼方面。駅表右端に本線脇から徐々に海岸側へ離れて行く渡島海岸鉄道の軌道跡が残っている。また旧駅は当駅構内左端の分岐器のある位置にあった。

- 1927年（昭和2年）12月25日：渡島海岸鉄道東森仮駅 - 砂原駅間開通に伴い開業[3]。一般駅。現在とは別の場所に位置した[4]。
- 1945年（昭和20年）1月25日：渡島海岸鉄道国有化に伴い、国有鉄道函館本線の駅となり、旧駅から約250m鹿部駅寄り、旧渡島海岸鉄道線と新線の分岐点手前に相当する位置に移設再開業[2]。
- 1949年（昭和24年）6月1日：日本国有鉄道法施行に伴い、日本国有鉄道（国鉄）に継承。
- 1960年（昭和35年）6月10日：貨物扱い廃止[5]。
- 1969年（昭和44年）11月4日：「安全の像」除幕式挙行[6]。
- 1971年（昭和46年）10月26日：荷物扱い廃止[7]。同時に無人化[8][7]。簡易委託駅となる。
- 1976年（昭和51年）頃：簡易委託廃止、完全無人化。
- 1987年（昭和62年）4月1日：国鉄分割民営化に伴い、北海道旅客鉄道（JR北海道）に継承。
- 1988年（昭和63年）3月：旧駅舎が解体され、貨車改造駅舎が設置される[5]。
- 2007年（平成19年）10月1日：駅ナンバリングを実施[JR北 1]。

### 駅名の由来
当駅の所在する地名より。アイヌ語の「オシララナイ」（川尻・岩・川）に字を当てたものとされる。

## 駅構造
単式ホーム1面1線を有する地上駅。ホームは線路の北側（森方面に向かって右手側、旧上り線）に存在する。転轍機を持たない棒線駅となっている。かつては相対式ホーム2面2線を有する地上駅で、列車交換可能な交換駅であった。当時は互いのホームは駅舎側ホーム中央部分と対向側ホーム中央部分を結んだ構内踏切で連絡していた。駅舎側（北側）ホームが上り線、対向側ホームが下り線となっていた（番線表示なし）。上下線共に安全側線を有していた。使われなくなった対向側の1線は、交換設備運用廃止後は1993年（平成5年）3月までには撤去されていた。転轍機の形状は上り線からの片開き分岐であった。
森駅管理の無人駅となっている。駅舎は構内の北側に位置しホーム中央部分に接している。有人駅時代の駅舎は撤去され、その基礎上にワム80000形有蓋車改造の貨車駅舎が設置されている。側面に窓が設けられ、窓の上にアクセントが付けられ、向かって右より緑・白・緑に塗色されている。駅舎内にトイレを有するが、閉鎖されて使用不可となっている。有人駅時代の駅舎は鹿部駅と同形種で、改築前の時点では窓や扉の開口部は板が打ち付けられて塞がれていた。ホーム上には「安全の像」が設置されていたが、台座のみになってしまっている。駅の標高は4.2mである。

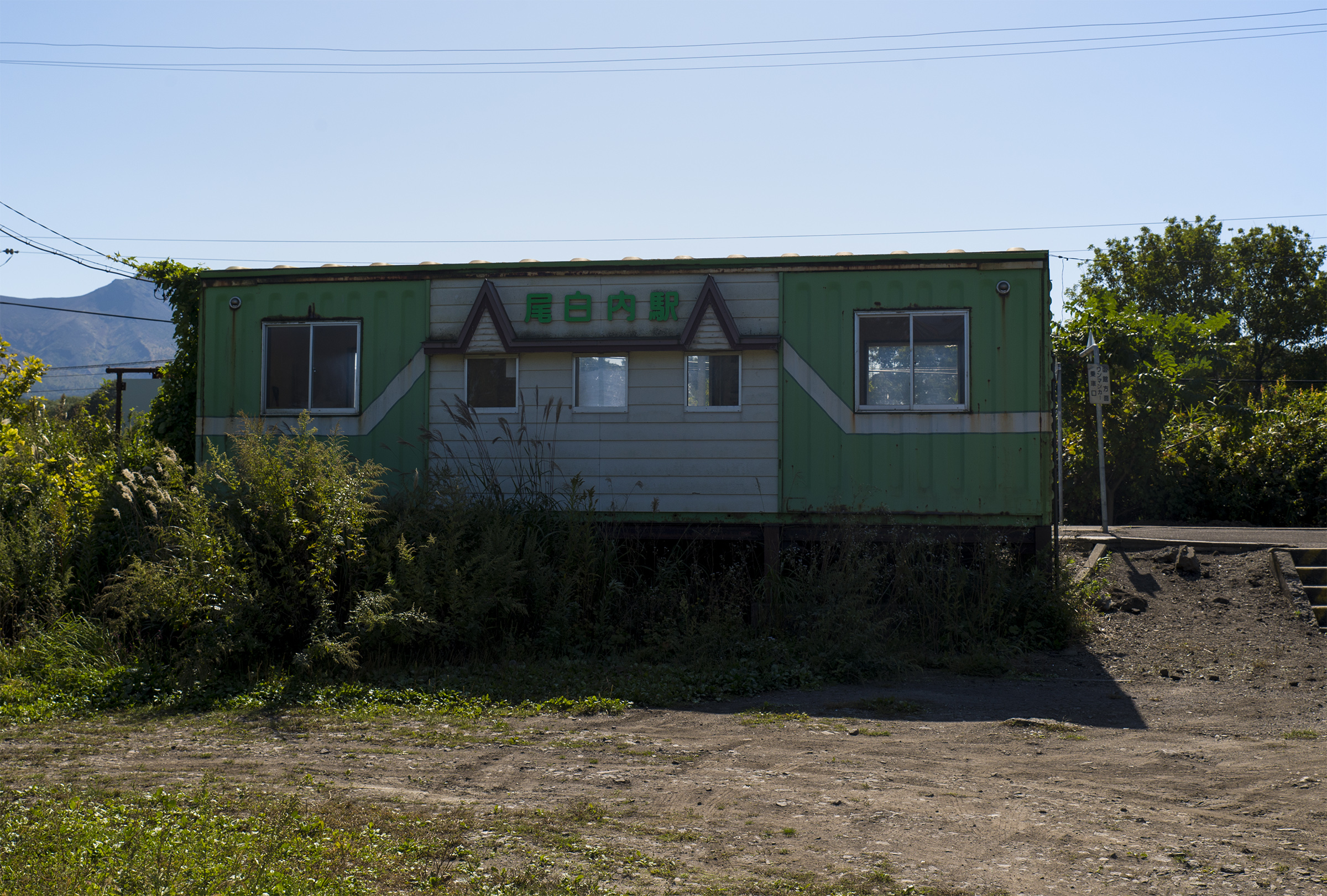
改修前の駅舎（2014年9月）
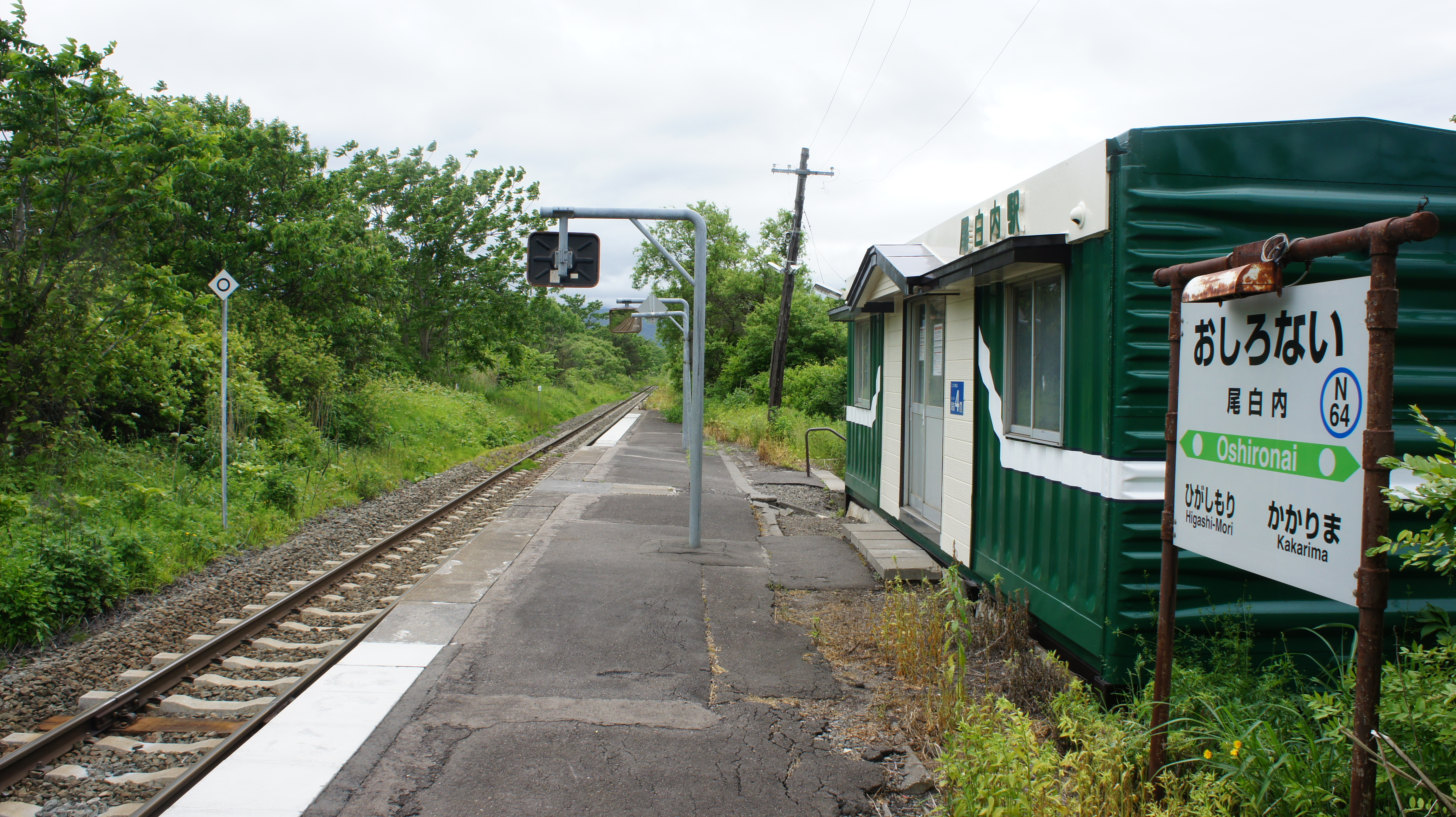
ホーム（2018年6月）

## 渡島海岸鉄道
渡島海岸鉄道時代の尾白内駅は、現在の駅の300mほど西にあった。跡地は2003年（平成15年）時点では空地になっており、駅舎のコンクリート製の土台と、花壇と思われる土盛りが残存していた。
また、砂原線に転用されなかった線路跡は、2003年（平成15年）時点では駅附近は民家に紛れて不明瞭だが、途中から旧・砂原町の町道に転用されており、さらに国道278号に転用されていた。

## 利用状況
乗車人員の推移は以下の通り。年間の値のみ判明している年度は日数割で算出した参考値を括弧書きで示す。出典が「乗降人員」となっているものについては1/2とした値を括弧書きで乗車人員の欄に示し、備考欄で元の値を示す。
また、「JR調査」については、当該の年度を最終年とする過去5年間の各調査日における平均である。
| 年度               | 乗車人員（人） | 乗車人員（人） | 乗車人員（人） | 出典       | 備考                |
| 年度               | 年間           | 1日平均        | JR調査         | 出典       | 備考                |
| ------------------ | -------------- | -------------- | -------------- | ---------- | ------------------- |
| 1978年（昭和53年） |                | 53.0           |                | [ 16 ]     |                     |
| 1981年（昭和56年） |                | (22.5)         |                | [ 12 ]     | 1日乗降客数は45人。 |
| 1992年（平成4年）  |                | (34.0)         |                | [ 11 ]     | 1日乗降客数は68人。 |
| 2015年（平成27年） |                |                | 「10名以下」   | [ JR北 2 ] |                     |
| 2017年（平成29年） |                |                | 5.8            | [ 17 ]     |                     |
| 2018年（平成30年） |                |                | 6.0            | [ 18 ]     |                     |
| 2019年（令和元年） |                |                | 「10名以下」   | [ JR北 3 ] |                     |
| 2020年（令和2年）  |                |                | 「10名以下」   | [ JR北 4 ] |                     |

## 駅周辺
- 北海道道1028号森砂原線
- 尾白内郵便局[13]
- 森町立尾白内保育所
- 森町地域公共交通バス「尾白内駅前」[19]

## 隣の駅
北海道旅客鉄道（JR北海道）
■函館本線（砂原支線）
掛澗駅 (N65) - 尾白内駅 (N64) - 東森駅 (N63)

### かつて存在した路線
渡島海岸鉄道
渡島海岸鉄道線
東森駅 - 尾白内駅 - 尾白内学校裏停留所 - 押出停留所 - 掛澗駅